# 黑斯廷斯
黑斯廷斯（英語：Hastings，/ˈheɪstɪŋz/；又译作喜士定、哈斯丁、希斯汀、海斯廷斯等）是英国東薩塞克斯郡东南沿海的一个非都市區、自治镇，其因历史上曾是诺曼征服英格兰的发生地和五港同盟一员而聞名。黑斯廷斯还曾经是英国重要的捕鱼港口和海滨疗养地。

## 历史
早在公元前55年，黑斯廷斯是古罗马人初次登陆英格兰的港口，他们在此建成了这个城镇最初的雏形。1066年10月14日，開啟诺曼征服的黑斯廷斯战役爆發，征服者威廉于1069年在黑斯廷斯的东部地区建立新城，最终杀死了统治英格兰的撒克逊国王哈羅德二世，开始了诺曼统治英格兰时期。1086年，黑斯廷斯被设立自治镇，并成为萨塞克斯郡的六个行政区域之一。

## 经济

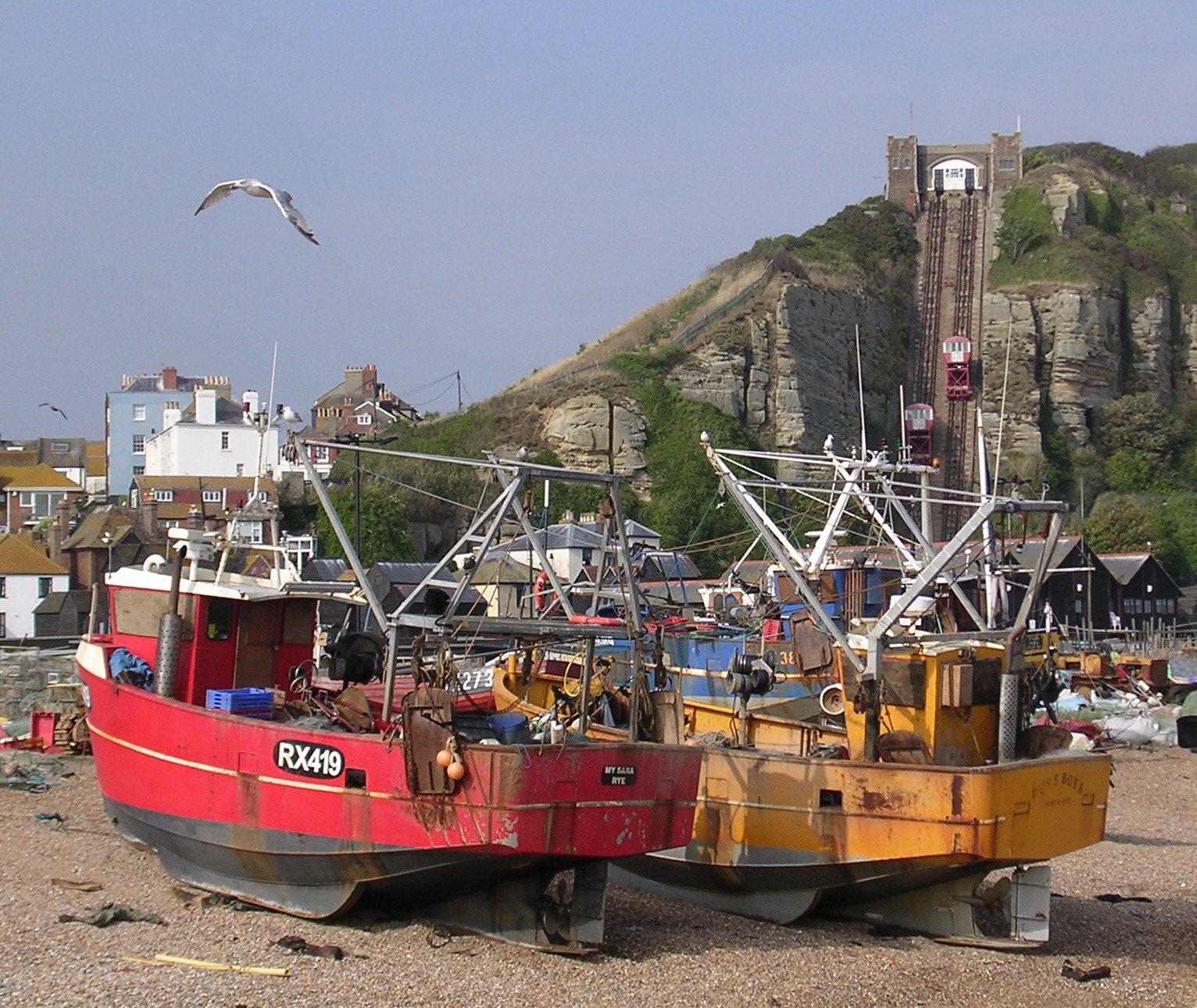
黑斯廷斯捕鱼船

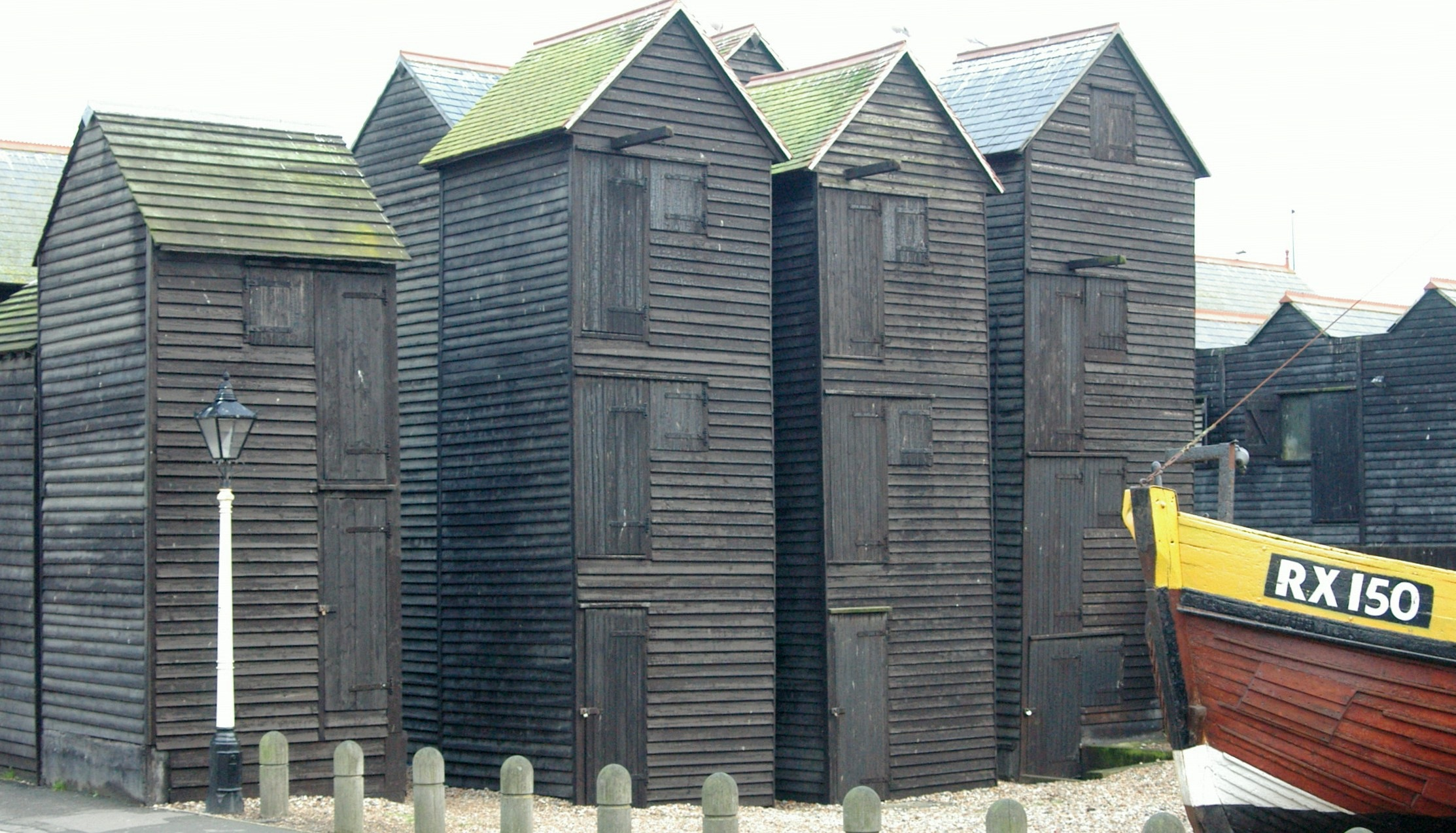
渔网店

在旅游业兴盛之前，捕鱼业一直是黑斯廷斯的主要产业。
在旧城的海滩边，有许多所谓的“渔网店”，是黑斯廷斯的一大特色。这些木质结构的建筑，外墙以焦油涂抹，并安装护墙板，各具形状，用以储藏物品。这些建筑被建造的又高又窄，为的是少缴占地税，但它们却不用来晒干渔网，所以被成为“渔网店”其实是错误理解。渔网一般被摊在海滩或大石上晒晾。
在过去的150年间，许多这样的渔网小屋被海风摧毁，1950年代，黑斯廷斯政府清理了大量这样的建筑以整顿海滩秩序，目前仅有约45处这样的建筑存在了。 

## 交通

### 公路
黑斯廷斯主要有两条干道：往伦敦方向的A21线和贯通东西的A259滨海路。另外，黑斯廷斯通过A2100线与贝特镇相连，A28线与阿什福德、坎特伯雷相通。黑斯廷斯城内则由环线组成。英国国家长途快运（National Express Coaches）的538号车次直达伦敦。

### 铁路
黑斯廷斯有4个站点，其中2个通往伦敦，1个通往布莱顿，1个通往肯特郡的艾施福德。两条伦敦线中一条终点站为查令十字站（Charing Cross railway station），另一条终点站为维多利亚车站（Victoria Station）。

## 地标
黑斯廷斯的标志性建筑为古堡和码头，经常被用于宣传材料及明信片上。旧城由于其悠久的历史和古朴的建筑被越来越多的游客所关注。在圣伦纳德的沿海路边，一幢建于1930年代的公寓楼“海员法庭”（Marine Court ），亦是该镇的著名建筑。

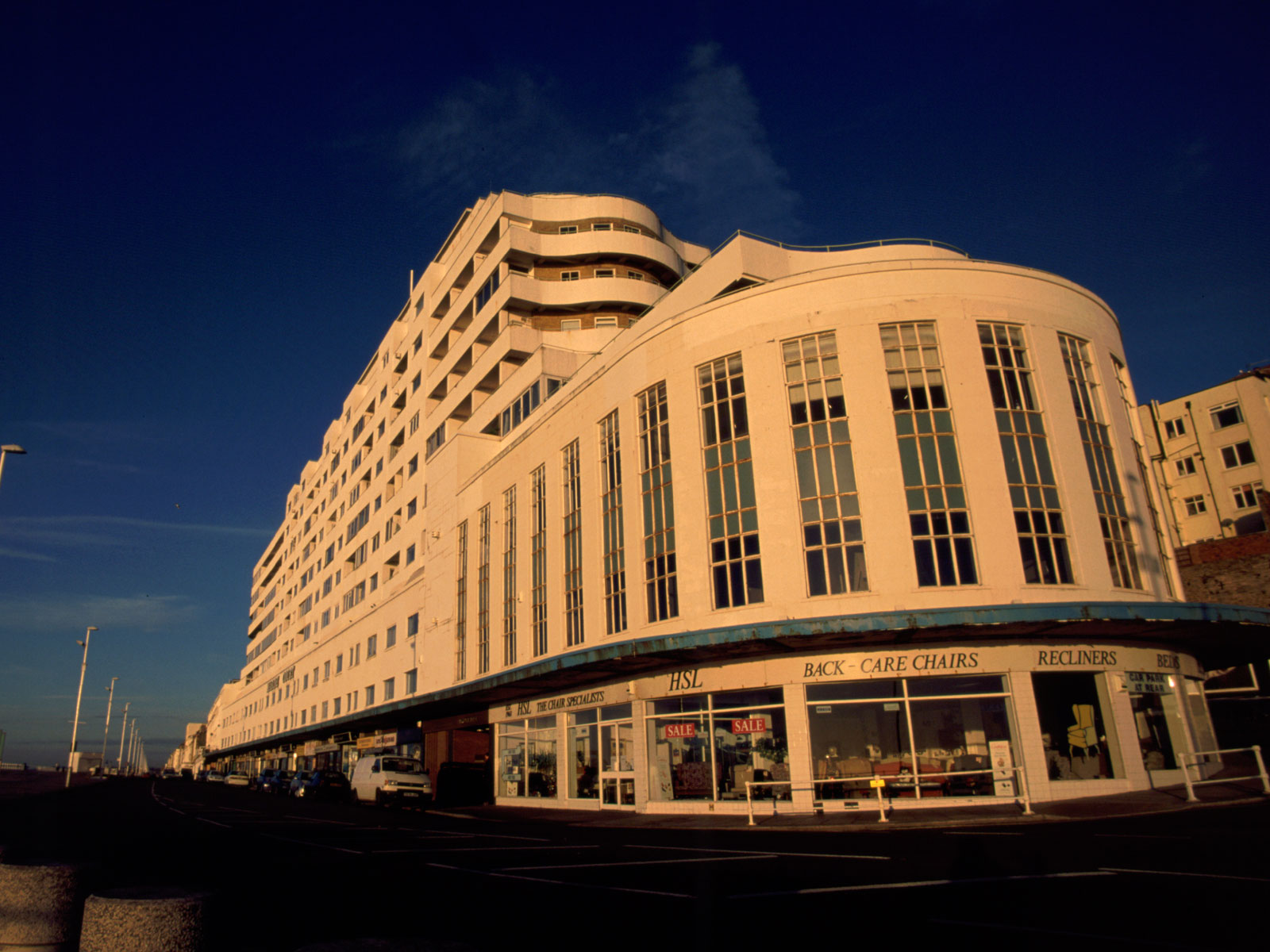
Marine Court

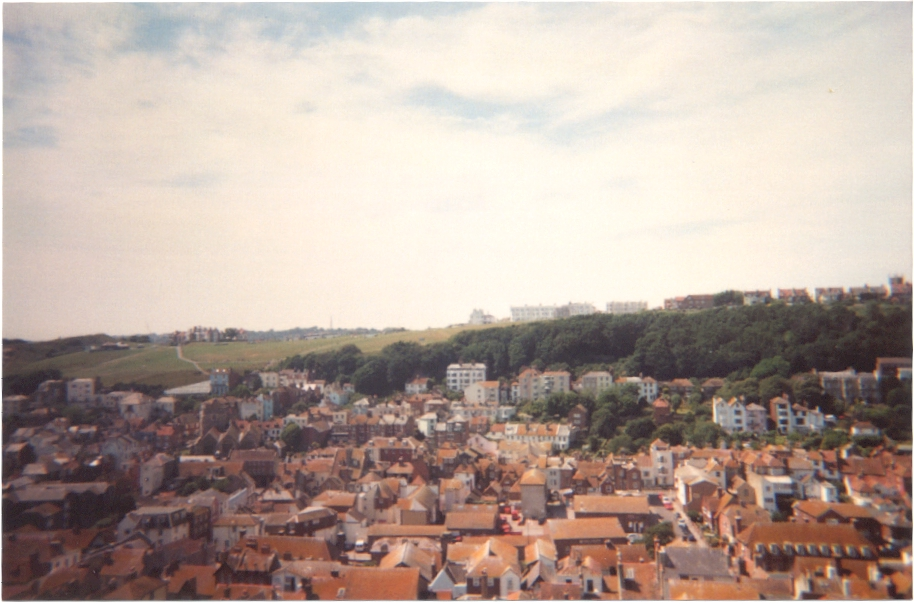
城镇景色

## 文化
黑斯廷斯有着三个博物馆：黑斯廷斯博物馆与美术馆、旧市政厅博物馆 以及渔夫博物馆，均全年开放。黑斯廷斯海洋生活中心是一个有名的旅游景点，跟圣克莱门特洞穴中的“走私者冒险”游戏一样著名。
黑斯廷斯主要有2个剧场：多功能的白石剧场和主要作为展览中心的永久剧院，一年一度的“黑斯廷斯音乐节”也在此举办。另外，黑斯廷斯还有一个小型的欧点电影院，并有自己独立的电影院。
1882年就开始举办的黑斯廷斯国际象棋大赛 每年都吸引众多棋手来到这里。而黑斯廷斯作家社团成立于1947年，据说是全国最早的作家社团。

## 旅游景点
黑斯廷斯比较吸引人的景点主要集中在海鲜市场周围，靠近长途汽车站，包括一条微型铁路线和一个游乐场，镇中还有不少小吃店。游客乘火车可以去到黑斯廷斯国家公园、洞穴及其他景点。

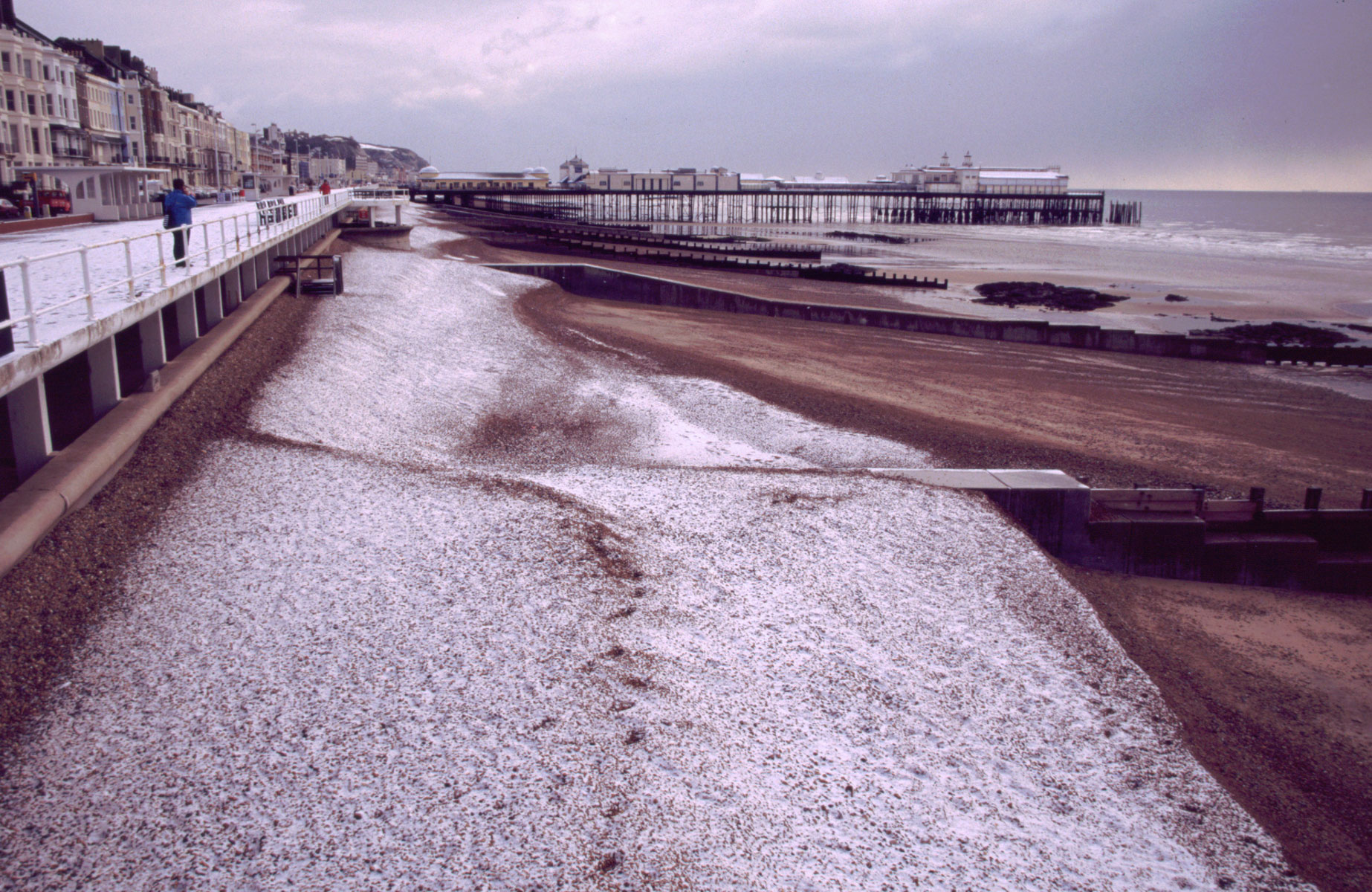
冬天的黑斯廷斯码头和海滩

每年的8月，是黑斯廷斯一年一度的“旧城狂欢周”举办时间，在亚历山大公园会有“黑斯廷斯啤酒音乐节”，旧城中则会举办“海鲜与红酒节”。在狂欢周中，黑斯廷斯篝火社团则通常在10月14日举行火炬游行，并会进行海滩篝火及烟花表演。 2007年，这里还举行过世界疯狂高尔夫球锦标赛。

## 友好城市
- 法國 贝蒂讷